# Josh Thompson (biathlète)
Pour les articles homonymes, voir Josh Thompson et Thompson.
Joshua Casey "Josh" Thompson, né le 18 février 1968 à Lawrence, Kansas, est un biathlète américain.

## Biographie
Originaire de Gunnison, il passe du ski de fond au biathlon en 1983. Il devient champion des États-Unis en 1984.
Josh Thompson est présent a trois éditions des Jeux olympiques en 1984, 1988 et 1992, où il obtient son meilleur résultat individuel avec une 16e place à l'individuel. 1992 est sa dernière saison active dans le biathlon, montant sur un podium de Coupe du monde à Ruhpolding, le deuxième au total. Le sport reste peu connu à ce point aux États-Unis.
Son plus grand succès est sa médaille d'argent obtenue aux Championnats du monde 1987 sur l'individuel derrière le champion Frank-Peter Rötsch. Il s'agit du premier podium international américain dans l'histoire du biathlon.
Il devient notamment pilote d'avion après sa carrière sportive. Dans son temps libre, il a appris diverses langues dont l'allemand et le norvégien.

## Palmarès

### Jeux olympiques d'hiver
| Épreuve / Édition   | Individuel | Sprint | Relais |
| ------------------- | ---------- | ------ | ------ |
| JO 1984 Sarajevo    | -          | 40e    | 11e    |
| JO 1988 Calgary     | 25e        | 27e    | 9e     |
| JO 1992 Albertville | 16e        | 32e    | 13e    |

### Championnats du monde
| Épreuve     | 1986 Oslo                        | 1987 Lake Placid                  | 1991 Lahti |
| ----------- | -------------------------------- | --------------------------------- | ---------- |
| Individuel  | 12e                              | Médaille d'argent, Coupe du Monde | 9e         |
| Sprint      | 39e                              | 18e                               | 18e        |
| Relais      | 12e                              | 10e                               | 9e         |
| Par équipes | Épreuve inexistante à cette date | Épreuve inexistante à cette date  | —          |

### Coupe du monde
- 2 podiums individuels : 1 deuxième et 1 troisième place.